# حبيبي (رواية)
حبيبي هي رواية للشباب صدرت عام 1997 بقلم نعومي شهاب ناي. تحكي قصة ليانا عبود البالغة من العمر 14 عامًا وعائلتها، والدها العربي وأمها الأمريكية وشقيقها رفيق، الذين انتقلوا من منزلهم في سانت لويس إلى موطن السيد عبود الأصلي في فلسطين في السبعينيات. إنها شبه سيرة ذاتية.
اختيرت رواية نعومي الأولى كأفضل كتاب من جمعية المكتبات الأمريكية للشباب، وكتاب جمعية المكتبات الأمريكية البارز، وكتاب مكتبة نيويورك العامة للمراهقين، وأفضل كتاب من معهد تكساس للآداب للقراء الشباب. حصلت الرواية على جائزة جين آدامز لكتاب الأطفال، والتي تُمنح سنويًا لكتاب الأطفال الذي يعزز قضايا السلام والمساواة الاجتماعية. وفي عام 2000، وحصلت أيضًا على جائزة الشرق الأوسط للكتاب لأدب الشباب.